# Видра гігантська
Видра гігантська (Pteronura brasiliensis) — вид ссавців родини куницевих. 

## Поширення
Мешкає в тропічних лісах басейну Амазонки. До річкової системи, в якій зустрічається гігантська видра, відносяться також річки Ориноко і Ла-Плата. 
У тому ж ареалі, що й гігантська видра, живуть також дрібніші лонтри, які за своїм розміром і поведінкою більш нагадують європейську видру.
Поза Південною Америкою живуть лише деякі гігантські видри в різних зоопарках. Їх розведення в неволі відбувається дуже важко.

## Морфологія
Маючи довжину тіла до двох метрів (з якої близько 70 см становить хвіст) і вагу понад 20 кг, гігантська видра з великим відривом є найбільшим представником підродини видрові, що живуть у прісній воді. Калан, що живе у відкритому морі хоч і не досягає розмірів гігантської видри, все ж перевершує її за вагою. Має ряд пристосувань для життя у воді: надзвичайно щільне хутро, крилоподібний хвіст і перетинчасті лапи.

## Біологія
На відміну від своєї далекої родички, видри європейської, видра гігантська активна в денний час і не дуже боязка. Уздовж берегів південноамериканських річок її можна зустріти в групах від п'яти до восьми особин, зрідка навіть до двадцяти. Вид віддає перевагу прісноводним річкам та паводкам, які сезонно затоплюються, згодом можуть мігрувати до прісноводних водойм. Видра може оселятись поруч з кемпінгами поблизу місць для годування, очищаючи велику кількість рослинності. Гігантська видра харчується майже виключно рибою, але може також їсти крабів, черепах, змій, дрібного каймана, водних птахів, на суші може харчуватись мишами і яйцями птахів. Полювання організоване в групах, тобто учасники однієї такої мисливської групи зганяють рибу назустріч один одному.

## Життєвий цикл
Гігантська видра народжує від одного до п'яти дитинчат. Велика кількість природних ворогів молодняку гігантської видри (наприклад, каймани або ягуари) компенсується двома виводками потомства на рік. Протягом десяти місяців молодь гігантської видри досягає розмірів дорослих тварин, а у віці двох років стає статевозрілою. Середня тривалість життя становить близько десяти років.